# Philanthaxia jakli
Philanthaxia jakli es una especie de insecto coleóptero de la familia Buprestidae.
P. jakli macho mide 7,5–8,0 mm.

## Distribución geográfica
Es endémico de Sumatra (Indonesia).